# Opere nel Palazzo Ducale di Venezia

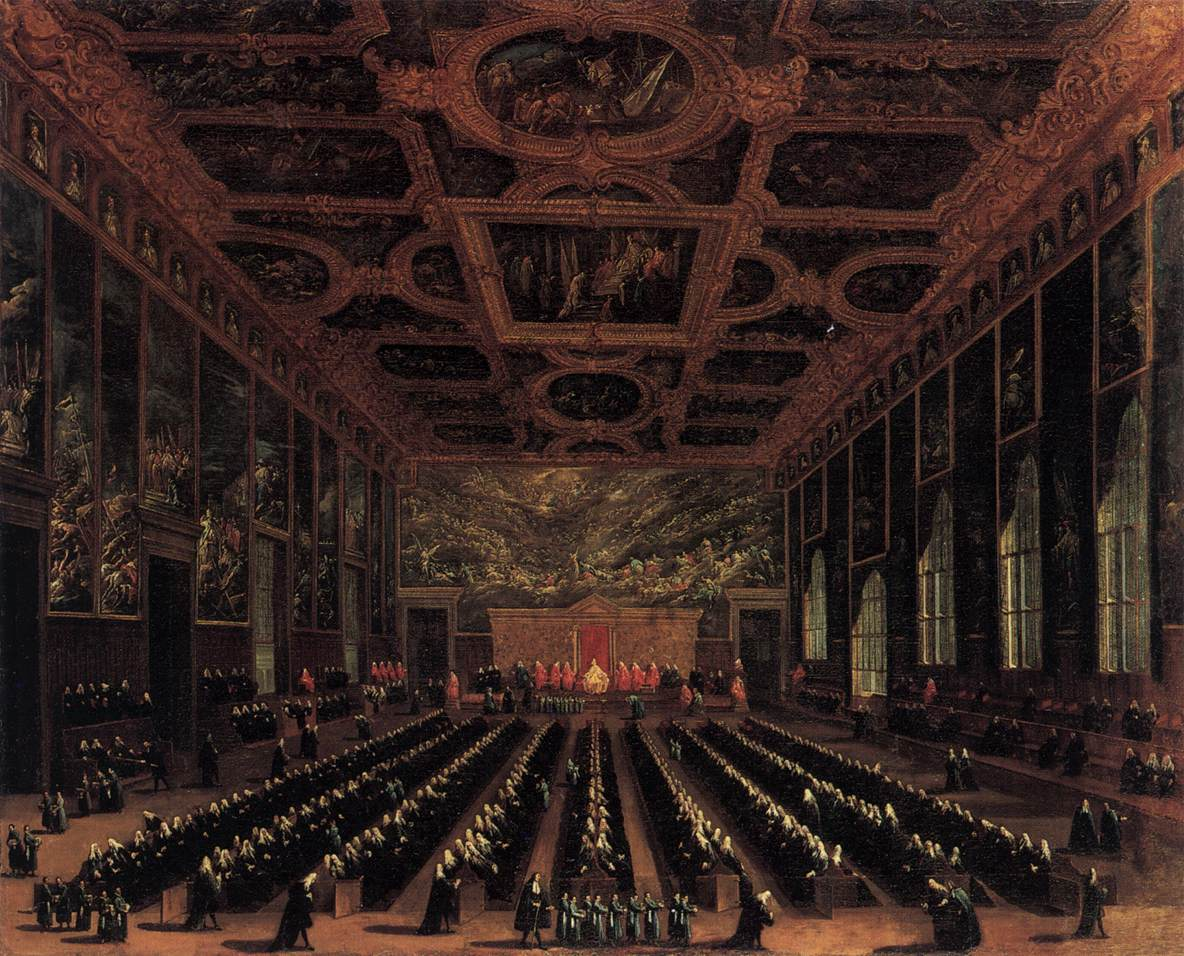
Antonio Diziani, La sala del Maggior Consiglio.

Il Palazzo Ducale di Venezia conserva nelle sue stanze e lungo le sue facciate un imponente numero di opere d'arte, risalenti a varie epoche storiche, commissionate dai singoli dogi per tramandare la propria memoria o nel contesto di generali ristrutturazioni del complesso. L'apparato decorativo aveva principalmente funzioni celebrative nei confronti della storia della Serenissima Repubblica di Venezia, le cui massime magistrature qui avevano la propria sede: numerosi sono quindi le allegorie, i dipinti raffiguranti battaglie ed eventi storici, le tavole raffiguranti gesti devozionali nei confronti di santi e della Vergine.
Molte opere vennero perdute durante i vari incendi che colpirono il palazzo, i principali dei quali risalgono al 1483, al 1574 e al 1577.

## Principali dipinti custoditi nel Palazzo Ducale
| Dipinto o immagine | Titolo | Artista                                 | Anno                  | Posizione                                 | Note                 |
| ------------------ | --- | --------------------------------------- | --------------------- | ----------------------------------------- | -------------------- |
|                    | Adorazione dei Magi | Paolo Veronese                          |                       | Sala del Bibliotecario (ex)               | [ 1 ]                |
|                    | Giovanni Caboto | Giustino Menescardi                     | 1762                  | Sala dello Scudo                          |                      |
|                    | San Cristoforo | Tiziano Vecellio                        | 1523 - 1524           | Sala dei filosofi                         | [ 2 ]                |
|                    | Cristo scaccia i profanatori dal Tempio | Bonifacio Veneziano                     |                       | Anti-cappella palatina                    | [ 3 ]                |
|                    | I Santi Andrea Apostolo e Girolamo | Jacopo Tintoretto                       |                       | Anti-cappella palatina                    | [ 4 ]                |
|                    | I Santi Giorgio e Ludovico Vescovo | Domenico Tintoretto                     |                       | Anti-cappella palatina                    | [ 5 ]                |
|                    | Dedizione di Brescia | Antonio Vassilacchi                     |                       | Sala della Bussola                        | [ 6 ]                |
|                    | Leondardo Donà adora la Vergine | Marco Vecellio                          |                       | Sala della Bussola                        | [ 7 ]                |
|                    | Adorazione dei pastori | Jacopo Bassano                          |                       | Sala Priuli                               | [ 8 ]                |
|                    | Adorazione dei magi | Bonifacio Veneziano                     |                       | Sala Priuli                               | [ 9 ]                |
|                    | Cristo morto | Il Pordenone                            |                       | Sala Priuli                               | [ 10 ]               |
|                    | Enrico III | Jacopo Tintoretto                       |                       | Sala Priuli                               | [ 11 ]               |
|                    | Sacra famiglia | Giuseppe Salviati                       |                       | Sala Priuli                               | [ 12 ]               |
|                    | Il doge Marino Grimani | Giovanni Contarini                      |                       | Sala delle Quattro Porte                  | [ 13 ]               |
|                    | Riacquisto di Verona | Giovanni Contarini                      |                       | Sala delle Quattro Porte                  | [ 14 ]               |
|                    | Leone marciano | Vittore Carpaccio                       | 1516                  | Sala delle Quattro Porte                  | [ 15 ]               |
|                    | Giove consegna a Venezia il dominio dell'Adriatico | Niccolò Bambini                         | 1714                  | Sala delle Quattro Porte                  |                      |
|                    | Giunone offre a Venezia il pavone e il fulmine | Niccolò Bambini                         | 1714                  | Sala delle Quattro Porte                  |                      |
|                    | Cristo che prega nell'orto | Paolo Veronese                          | 1580-1590             | Atrio Quadrato                            |                      |
|                    | San Giovanni Evangelista scrive l'Apocalisse | Paolo Veronese                          | 1580-1590             | Atrio Quadrato                            |                      |
|                    | Il doge Girolamo Priuli riceve dalla Giustizia la bilancia e la spada | Jacopo Tintoretto                       | 1565-1567             | Atrio Quadrato                            | [ 16 ] [ 17 ]        |
|                    | Annunciazione con tre Avogadri | Domenico Tintoretto                     |                       | Sala dei Censori                          | [ 18 ]               |
|                    | Il doge Luigi Mocenigo adorante il Redentore | Jacopo Tintoretto                       |                       | Sala del Collegio                         | [ 19 ]               |
|                    | Il Salvatore e in basso il doge Venier | Paolo Veronese                          |                       | Sala del Collegio                         | [ 20 ]               |
|                    | Il doge Nicola Da Ponte, assistito dai Santi Marco e Nicola, invoca Maria in gloria tra i Santi Antonio abate e Giuseppe                                                                                  | Jacopo Tintoretto                       | 1584                  | Sala del Collegio                         | [ 21 ] [ 22 ]        |
|                    | Andrea Gritti, assistito da S. Marco, dinanzi a Maria e ai Ss. Bernardino, Luigi e Marina | Jacopo Tintoretto                       |                       | Sala del Collegio                         | [ 23 ]               |
|                    | Marte e Nettuno | Paolo Veronese                          | 1575-1578             | Sala del Collegio                         | [ 24 ] [ 25 ]        |
|                    | Nozze mistiche di Santa Caterina alle quali assiste il doge Francesco Donà circondato da Prudenza, Temperanza, Eloquenza e Carità                                                                         | Jacopo Tintoretto                       | 1576                  | Sala del Collegio                         | [ 26 ] [ 27 ] [ 28 ] |
|                    | Dialettica | Paolo Veronese                          | 1575-1578             | Sala del Collegio                         | [ 29 ] [ 30 ]        |
|                    | Moderazione | Paolo Veronese                          | 1578-1582             | Sala del Collegio                         | [ 30 ] [ 31 ]        |
|                    | Fede in gloria | Paolo Veronese                          | 1575-1577             | Sala del Collegio                         | [ 32 ] [ 33 ]        |
|                    | Venezia accoglie la Giustizia e la Pace | Paolo Veronese                          | 1575-1577             | Sala del Collegio                         | [ 34 ] [ 35 ]        |
|                    | Fedeltà | Paolo Veronese                          | 1576-1578             | Sala del Collegio                         |                      |
|                    | Mitezza | Paolo Veronese                          | 1576-1578             | Sala del Collegio                         | [ 36 ]               |
|                    | Purezza | Paolo Veronese                          | 1576-1578             | Sala del Collegio                         | [ 30 ]               |
|                    | Ricompensa | Paolo Veronese                          | 1576-1578             | Sala del Collegio                         | [ 30 ]               |
|                    | Vigilanza | Paolo Veronese                          | 1576-1578             | Sala del Collegio                         |                      |
|                    | Prosperità | Paolo Veronese                          | 1576-1578             | Sala del Collegio                         | [ 36 ]               |
|                    | Ritratto votivo del doge Sebastiano Venier | Paolo Veronese                          | 1578-1581 o 1581-1582 | Sala del Collegio                         | [ 34 ] [ 37 ]        |
|                    | Giove che fulmina i vizi | Paolo Veronese                          | 1554-1556             | Sala del Consiglio dei Dieci              |                      |
|                    | L'Adorazione dei Magi | Antonio Vassilacchi                     | 1600                  | Sala del Consiglio dei Dieci              | [ 38 ]               |
|                    | Mercurio e Minerva | Giambattista Ponchino                   | 1553                  | Sala del Consiglio dei Dieci              |                      |
|                    | Nettuno su cocchio marino | Giambattista Ponchino                   |                       | Sala del Consiglio dei Dieci              | [ 39 ]               |
|                    | Giano o Giove e Giunone | Giambattista Zelotti                    |                       | Sala del Consiglio dei Dieci              | [ 40 ]               |
|                    | Matrona con nell'alto divinità, che spezza ceppi e catene | Paolo Veronese                          |                       | Sala del Consiglio dei Dieci              |                      |
|                    | Giunone offre il corno ducale, gemme e oro a Venezia | Paolo Veronese                          | 1554-1556             | Sala del Consiglio dei Dieci              | [ 41 ]               |
|                    | Venezia sul globo e sul leone | Giambattista Zelotti                    | 1553-1564             | Sala del Consiglio dei Dieci              | [ 42 ] [ 43 ]        |
|                    | Venezia o Venere tra Marte e Nettuno | Giambattista Zelotti                    | 1555                  | Sala del Consiglio dei Dieci              | [ 44 ] [ 45 ]        |
|                    | Vecchio orientale e giovane donna | Paolo Veronese                          | 1554-1556             | Sala del Consiglio dei Dieci              | [ 46 ] [ 47 ]        |
|                    | Incontro di Carlo V e Clemente VII nel 1530 a Bologna | Marco Vecellio                          |                       | Sala del Consiglio dei Dieci              | [ 48 ]               |
|                    | Papa Alessandro III benedice il doge Sebastiano Ziani, vincitore nel 1176 della battaglia di punta Salvore                                                                                                | Francesco e Leandro Bassano             |                       | Sala del Consiglio dei Dieci              | [ 49 ]               |
|                    | Mercurio e la Pace | Giambattista Ponchino                   |                       | Sala del Consiglio dei Dieci              | [ 50 ]               |
|                    | Vittoria della Virtù sul Vizio | Paolo Veronese e/o Giambattista Zelotti | 1554-1556             | Sala dei Tre Capi del Consiglio dei Dieci | [ 51 ] [ 52 ]        |
|                    | I Crociati, al comando del doge, assalgono Zara | Andrea Vicentino                        |                       | Sala del Maggior Consiglio                | [ 53 ]               |
|                    | Rotta data al duca di Ferrara | Francesco Bassano                       |                       | Sala del Maggior Consiglio                | [ 54 ]               |
|                    | La regina Caterina Cornaro consegna la corona di Cipro alla Serenissima | Leonardo Corona                         |                       | Sala del Maggior Consiglio                | [ 55 ]               |
|                    | Padova riacquistata | Jacopo Palma il Giovane                 |                       | Sala del Maggior Consiglio                | [ 56 ]               |
|                    | Le donne veneziane offrono i loro monili per finanziare la guerra contro i Genovesi | Antonio Vassilacchi                     |                       | Sala del Maggior Consiglio                | [ 57 ]               |
|                    | Alessio Comneno, figlio del diseredato imperatore di Costantinopoli, giunge a Zara a invocare l'aiuto dei Crociati per scacciare dal trono lo zio Alessio usurpatore e rimettervi il proprio padre Isacco | Andrea Vicentino                        |                       | Sala del Maggior Consiglio                | [ 58 ]               |
|                    | In S. Sofia i Crociati eleggono imperatore d'Oriente Baldovino di Fiandra | Andrea Vicentino                        |                       | Sala del Maggior Consiglio                | [ 59 ]               |
|                    | Gloria del Paradiso | Jacopo Tintoretto                       | 1588 e segg.          | Sala del Maggior Consiglio                | [ 60 ] [ 61 ]        |
|                    | Il doge Sebastiano Ziani riconosce il papa Alessandro III fuggito a Venezia nel convento della Carità | Carletto e Benedetto Caliari            |                       | Sala del Maggior Consiglio                | [ 62 ]               |
|                    | Gli ambasciatori del Papa e di Venezia partono per recare al Barbarossa proposte di pace | Carletto e Benedetto Caliari            |                       | Sala del Maggior Consiglio                | [ 63 ]               |
|                    | Gli ambasciatori ricevuti in Pavia dal Barbarossa chiedono la pace per il papa Alessandro III | Domenico Tintoretto                     |                       | Sala del Maggior Consiglio                | [ 64 ]               |
|                    | Il doge, sul punto di partire con l'armata, benedetto dal Papa | Paolo Fiammingo                         |                       | Sala del Maggior Consiglio                |                      |
|                    | Il doge presenta Ottone al Papa e riceve l'anello con cui ogni anno si celebrerà poi lo sposalizio del mare                                                                                               | Andrea Vicentino                        |                       | Sala del Maggior Consiglio                | [ 65 ]               |
|                    | Venezia porge un ramo d'alloro al doge Nicolò Da Ponte | Jacopo Tintoretto                       | 1578-1758             | Sala del Maggior Consiglio                | [ 66 ]               |
|                    | Vittoria di punta Salvore e cattura di Ottone, figlio del Barbarossa, e di molti baroni | Domenico Tintoretto                     | 1605                  | Sala del Maggior Consiglio                | [ 67 ] [ 68 ]        |
|                    | Ritratto di Giovanni Mocenigo | Domenico Tintoretto                     | 1550 e segg.          | Sala del Maggior Consiglio                | [ 69 ]               |
|                    | Ritratto di Marco Barbarigo | Domenico Tintoretto                     | 1550 e segg.          | Sala del Maggior Consiglio                | [ 70 ]               |
|                    | Ritratto di Francesco Donà | Domenico Tintoretto                     | 1550 e segg.          | Sala del Maggior Consiglio                |                      |
|                    | Ritratto di Pietro Lando | Domenico Tintoretto                     | 1550 e segg.          | Sala del Maggior Consiglio                |                      |
|                    | Vittoria della flotta veneziana su quella milanese presso il Lago di Garda | Jacopo Tintoretto                       |                       | Sala del Maggior Consiglio                | [ 71 ]               |
|                    | Il Tempo, le Virtù e l'Invidia liberati dal male | Giambattista Zelotti                    | 1553                  | Sala del Maggior Consiglio                | [ 72 ]               |
|                    | I Veneziani guidati da Francesco Barbaro aiutano i Bresciani a rompere l'assedio di Filippo Maria Visconti                                                                                                | Jacopo Tintoretto                       | 1584                  | Sala del Maggior Consiglio                | [ 73 ] [ 74 ]        |
|                    | Il doge Enrico Dandolo nonagenario e i capitani dei Crociati giurano in S. Marco i patti | Carlo Saraceni e Jean Le Clerc          | 1621                  | Sala del Maggior Consiglio                | [ 75 ] [ 76 ]        |
|                    | Andrea Gritti riprende Padova alle truppe della lega di Cambrai entrandovi da porta Codalunga | Carlo Saraceni e Jean Le Clerc          | 1584                  | Sala del Maggior Consiglio                | [ 77 ]               |
|                    | Apoteosi di Venezia circondata da divinità e incoronata dalla Vittoria | Paolo Veronese                          | 1585                  | Sala del Maggior Consiglio                | [ 78 ] [ 79 ]        |
|                    | Pietro Mocenigo prepara l'assalto per prendere Smirne ai Turchi | Paolo Veronese                          | 1585                  | Sala del Maggior Consiglio                | [ 80 ] [ 81 ]        |
|                    | Antonio Loredan dirige l'assalto per liberare Scutari dall'assedio di Maometto II | Paolo Veronese                          | 1585                  | Sala del Maggior Consiglio                | [ 82 ] [ 83 ]        |
|                    | Venezia, incoronata dalla Vittoria, accoglie i popoli vinti e le province soggette che circondano il suo trono regale                                                                                     | Jacopo Palma il Giovane                 | 1584                  | Sala del Maggior Consiglio                | [ 84 ] [ 85 ]        |
|                    | Francesco Bembo guida la flotta veneziana del Po alla vittoria di Cremona contro i Viscontei | Jacopo Palma il Giovane                 | 1578                  | Sala del Maggior Consiglio                | [ 86 ]               |
|                    | Il papa in S. Marco dona al doge Ziani il cero bianco, uno dei segni dell'autorità dogale | Leandro Bassano                         |                       | Sala del Maggior Consiglio                | [ 87 ]               |
|                    | Il doge, sul punto di salpare con la flotta contro il Barbarossa, riceve dal papa la spada benedetta | Francesco Bassano                       |                       | Sala del Maggior Consiglio                | [ 88 ]               |
|                    | Il doge sul punto di partire con l'armata benedetto dal Papa | Paolo Fiammingo                         |                       | Sala del Maggior Consiglio                | [ 89 ]               |
|                    | Il Barbarossa bacia il piede al Papa | Federico Zuccari                        |                       | Sala del Maggior Consiglio                | [ 90 ]               |
|                    | Il Papa giunge su navi veneziane ad Ancona, accompagnato dal Barbarossa e dal doge, e dona a questo un'ombrella d'oro, alto simbolo d'autorità                                                            | Gerolamo Gambarato                      | 1582                  | Sala del Maggior Consiglio                | [ 91 ]               |
|                    | In S. Giovanni in Laterano il Papa dona al doge 8 stendardi bianchi, rossi e turchini, trombe, cuscino e sedia d'oro                                                                                      | Giulio Del Moro                         |                       | Sala del Maggior Consiglio                | [ 92 ]               |
|                    | Baldovino incoronato nella piazza di S. Sofia | Antonio Vassilacchi                     |                       | Sala del Maggior Consiglio                | [ 93 ]               |
|                    | Il Papa permette a Ottone di recarsi presso il padre per trattare la pace | Jacopo Palma il Giovane                 |                       | Sala del Maggior Consiglio                | [ 94 ]               |
|                    | Ritorno vittorioso da Chioggia del doge Andrea Contarini, dopo la disfatta dei Genovesi | Paolo Veronese                          | 1585-1586             | Sala del Maggior Consiglio                | [ 95 ]               |
|                    | Resa di Zara | Domenico Tintoretto                     |                       | Sala del Maggior Consiglio                | [ 96 ]               |
|                    | Caduta o seconda presa di Costantinopoli | Domenico Tintoretto                     | 1598-1605             | Sala del Maggior Consiglio                | [ 97 ]               |
|                    | Assalto o prima presa di Costantinopoli | Jacopo Palma il Giovane                 | [ 98 ]                | Sala del Maggior Consiglio                |                      |
|                    | Vittore Soranzo porta la flotta veneziana sul Po alla vittoria di Argenta | Jacopo Tintoretto                       | 1579-1584             | Sala del Maggior Consiglio                | [ 99 ]               |
|                    | L'esercito e la flotta veneziani, comandati da Damiano Modo, espugnano le difese del duca Ercole I d'Este a Polesella                                                                                     | Francesco Bassano                       |                       | Sala del Maggior Consiglio                |                      |
|                    | Jacopo Marcello conquista Gallipoli in Puglia sgominando le truppe aragonesi del re di Napoli | Jacopo Tintoretto                       |                       | Sala del Maggior Consiglio                | [ 100 ]              |
|                    | Giorgio Cornaro e Bartolomeo d'Alviano sconfiggono nel Cadore gli imperiali di Massimiliano I | Francesco Bassano                       |                       | Sala del Maggior Consiglio                | [ 101 ]              |
|                    | Venezia, circondata da deità marine, porge un ramo d'ulivo al doge Nicolò Da Ponte che le presenta gli omaggi del senato e i doni delle province soggette                                                 | Jacopo Tintoretto                       |                       | Sala del Maggior Consiglio                | [ 102 ]              |
|                    | Michele Attendolo guida i Veneziani alla vittoria di Casalmaggiore sui Viscontei | Francesco Bassano                       |                       | Sala del Maggior Consiglio                | [ 103 ]              |
|                    | Il Carmagnola guida i Veneziani alla vittoria di Maclodio contro le truppe milanesi di Filippo Maria Visconti                                                                                             | Jacopo Tintoretto                       |                       | Sala del Maggior Consiglio                | [ 104 ]              |
|                    | Ecce Homo | Quentin Massys                          | 1520                  | Sala del Magistrato alle Leggi            | [ 105 ]              |
|                    | Trittico degli eremiti | Hieronymus Bosch                        | 1493-1499             | Sala del Magistrato alle Leggi            | [ 106 ]              |
|                    | Trittico di Santa Giuliana | Hieronymus Bosch                        | 1497-1505             | Sala del Magistrato alle Leggi            | [ 107 ]              |
|                    | Lorenzo Giustiniani è creato primo patriarca di Venezia | Marco Vecellio                          |                       | Sala del Senato                           | [ 108 ]              |
|                    | Il Cristo morto adorato dai dogi Pietro Lando e Marcantonio Trevisan | Jacopo Tintoretto                       | 1580 circa            | Sala del Senato                           | [ 109 ] [ 110 ]      |
|                    | Venezia seduta tra gli dei riceve i doni del mare | Jacopo Tintoretto                       | 1584                  | Sala del Senato                           | [ 111 ]              |
|                    | Allegoria della vittoria sulla Lega di Cambrai | Jacopo Palma il Giovane                 | 1590 circa            | Sala del Senato                           | [ 112 ] [ 113 ]      |
|                    | Il doge Francesco Venier presenta le città sottomesse a Venezia | Jacopo Palma il Giovane                 | 1595                  | Sala del Senato                           | [ 114 ]              |
|                    | Il doge Pietro Loredan mentre supplica la Vergine | Jacopo Palma il Giovane                 | 1595                  | Sala del Senato                           | [ 115 ]              |
|                    | Venere soprintende all'opera dei Ciclopi nella fucina di Vulcano | Andrea Vicentino                        |                       | Sala del Senato                           | [ 116 ]              |
|                    | Il doge accoglie storici e poeti | Antonio Vassilacchi                     |                       | Sala del Senato                           |                      |
|                    | I maestri della Zecca coniano monete sorvegliati dai provveditori | Marco Vecellio                          |                       | Sala del Senato                           |                      |
|                    | Il doge Pasquale Cicogna adora il Santissimo Sacramento in occasione della dedicazione della chiesa del Redentore                                                                                         | Tommaso Dolabella                       |                       | Sala del Senato                           | [ 117 ]              |
|                    | La Sapienza | Jacopo Tintoretto                       |                       | Sala del Senato                           |                      |
|                    | La Verità | Jacopo Tintoretto                       |                       | Sala del Senato                           |                      |
|                    | La Libertà | Marco Vecellio                          |                       | Sala del Senato                           |                      |
|                    | Il valor militare | Marco Vecellio                          |                       | Sala del Senato                           |                      |
|                    | Il doge accompagnato dai giureconsulti | Gerolamo Gambarato                      |                       | Sala del Senato                           | [ 118 ]              |
|                    | Enrico III re di Francia arriva a Venezia accolto dal doge Alvise Mocenigo e dal patriarca | Andrea Vicentino                        | 1595-1600             | Sala delle Quattro Porte                  | [ 119 ] [ 120 ]      |
|                    | Ambasciata ottomana a Venezia | Carletto e Gabriele Caliari             | 1595                  | Sala delle Quattro Porte                  | [ 121 ]              |
|                    | Gli ambasciatori di Norimberga | Carletto e Gabriele Caliari             |                       | Sala delle Quattro Porte                  | [ 122 ]              |
|                    | Venezia che riceve da Nettuno i doni del mare | Giambattista Tiepolo                    | 1740 e segg.          | Sala delle Quattro Porte                  | [ 123 ]              |
|                    | Doge Antonio Grimani in adorazione davanti alla Fede | Tiziano Vecellio                        | 1555-1576             | Sala delle Quattro Porte                  | [ 124 ] [ 125 ]      |
|                    | Ritratto di tre avogadri | Pietro Uberti                           | 1700 e segg.          | Sala dello Scrigno                        | [ 126 ]              |
|                    | Lo sposalizio di Bacco e Arianna alla presenza di Venere | Jacopo Tintoretto                       | 1576-1577             | Sala dell'Anticollegio                    | [ 127 ] [ 128 ]      |
|                    | Il ritorno di Giacobbe con la sua famiglia | Jacopo Bassano                          | 1580 circa            | Sala dell'Anticollegio                    | [ 129 ] [ 130 ]      |
|                    | Mercurio e le Grazie | Jacopo Tintoretto                       | 1576-1577             | Sala dell'Anticollegio                    | [ 131 ] [ 132 ]      |
|                    | La Pace, la Concordia e Minerva che scaccia Marte | Jacopo Tintoretto                       | 1576-1577             | Sala dell'Anticollegio                    | [ 133 ] [ 134 ]      |
|                    | La fucina di Vulcano | Jacopo Tintoretto                       | 1576-1577             | Sala dell'Anticollegio                    | [ 135 ] [ 136 ]      |
|                    | Ratto di Europa | Paolo Veronese                          | 1578                  | Sala dell'Anticollegio                    | [ 137 ] [ 138 ]      |
|                    | Venezia nell'atto di conferire onori e ricompense | Paolo Veronese                          |                       | Sala dell'Anticollegio                    |                      |
|                    | Giudizio Universale | Jacopo Palma il Giovane                 |                       | Sala dello Scrutinio                      | [ 139 ]              |
|                    | La Vigilanza | Giulio Licinio                          |                       | Sala dello Scrutinio                      | [ 140 ]              |
|                    | La Verità | Giulio Licinio                          |                       | Sala dello Scrutinio                      | [ 140 ]              |
|                    | L'occasione | Giulio Licinio                          |                       | Sala dello Scrutinio                      | [ 140 ]              |
|                    | La Fama | Giulio Licinio                          |                       | Sala dello Scrutinio                      | [ 140 ]              |
|                    | La Fede | Giulio Licinio                          |                       | Sala dello Scrutinio                      | [ 141 ]              |
|                    | La Vittoria | Giulio Licinio                          |                       | Sala dello Scrutinio                      | [ 141 ]              |
|                    | L'Irrigazione | Giulio Licinio                          |                       | Sala dello Scrutinio                      | [ 141 ]              |
|                    | L'abbondanza | Giulio Licinio                          |                       | Sala dello Scrutinio                      | [ 141 ]              |
|                    | La Sicurezza | Giulio Licinio                          |                       | Sala dello Scrutinio                      | [ 142 ]              |
|                    | La Felicità pubblica | Giulio Licinio                          |                       | Sala dello Scrutinio                      | [ 142 ]              |
|                    | La Fermezza | Giulio Licinio                          |                       | Sala dello Scrutinio                      | [ 142 ]              |
|                    | La Taciturnità | Giulio Licinio                          |                       | Sala dello Scrutinio                      | [ 142 ]              |
|                    | La disciplina militare terrestre | Antonio Vassilacchi                     |                       | Sala dello Scrutinio                      | [ 143 ]              |
|                    | La disciplina militare marittima | Antonio Vassilacchi                     |                       | Sala dello Scrutinio                      | [ 143 ]              |
|                    | La religione | Camillo Ballini                         |                       | Sala dello Scrutinio                      | [ 143 ]              |
|                    | La Fede pubblica | Camillo Ballini                         |                       | Sala dello Scrutinio                      | [ 143 ]              |
|                    | La Clemenza | Antonio Vassilacchi                     |                       | Sala dello Scrutinio                      | [ 144 ]              |
|                    | La Liberalità | Antonio Vassilacchi                     |                       | Sala dello Scrutinio                      | [ 144 ]              |
|                    | La Concordia | Antonio Vassilacchi                     |                       | Sala dello Scrutinio                      | [ 144 ]              |
|                    | La Magnificenza | Antonio Vassilacchi                     |                       | Sala dello Scrutinio                      | [ 144 ]              |
|                    | La Fortezza | Marco Vecellio                          |                       | Sala dello Scrutinio                      | [ 145 ]              |
|                    | La Giustizia | Marco Vecellio                          |                       | Sala dello Scrutinio                      | [ 145 ]              |
|                    | La Temperanza | Camillo Ballini                         |                       | Sala dello Scrutinio                      | [ 145 ]              |
| La Prudenza        | Camillo Ballini |                                         | Sala dello Scrutinio  | [ 145 ]                                   |                      |
|                    | Vittorie dei Veneziani su Ruggeri re di Sicilia | Marco Vecellio                          |                       | Sala dello Scrutinio                      | [ 146 ]              |
|                    | Presa di Cattaro | Andrea Vicentino                        |                       | Sala dello Scrutinio                      | [ 147 ]              |
|                    | Presa e distruzione del Castello di Margariti | Pietro Bellotto                         |                       | Sala dello Scrutinio                      | [ 148 ]              |
|                    | Vittoria alle Curzolari | Andrea Vicentino                        |                       | Sala dello Scrutinio                      | [ 149 ]              |
|                    | L'armata del re Pipino tenta di raggiungere Venezia | Andrea Vicentino                        | 1590 e segg.          | Sala dello Scrutinio                      | [ 150 ] [ 151 ]      |
|                    | Pipino sconfitto nel Canale d'Orfano | Andrea Vicentino                        |                       | Sala dello Scrutinio                      | [ 152 ]              |
|                    | La battaglia di Lepanto | Andrea Vicentino                        | 1595-1603             | Sala dello Scrutinio                      | [ 153 ]              |
|                    | Il doge Francesco Morosini Peloponnesiaco offre a Venezia la riconquistata Morea | Gregorio Lazzarini                      | 1694                  | Sala dello Scrutinio                      | [ 154 ] [ 155 ]      |
|                    | La vittoria dell'esercito veneziano a Zara contro gli Ungheresi | Jacopo Tintoretto                       | 1582-1584             | Sala dello Scrutinio                      | [ 156 ] [ 157 ]      |
|                    | Il Merito offre il comando al doge Francesco Morosini Peloponnesiaco | Gregorio Lazzarini                      | 1694                  | Sala dello Scrutinio                      | [ 155 ] [ 158 ]      |
|                    | I Veneziani comandati da Giovanni Soranzo tolgono Caffa ai Genovesi | Giulio Del Moro                         | 1590 e segg.          | Sala dello Scrutinio                      | [ 159 ] [ 160 ]      |
|                    | Il califfo di Egitto vinto a Caffa | Sante Peranda                           |                       | Sala dello Scrutinio                      | [ 161 ]              |
|                    | La conquista di Tiro | Antonio Vassilacchi                     | 1590 e segg.          | Sala dello Scrutinio                      | [ 162 ] [ 163 ]      |
|                    | I Veneziani conquistano Padova a Francesco da Carrara | Francesco Bassano                       | 1583-1584             | Sala dello Scrutinio                      | [ 164 ]              |
|                    | Vittoria sui Pisani nelle acque di Rodi | Andrea Vicentino                        |                       | Sala dello Scrutinio                      | [ 165 ]              |
|                    | Acri tolta ai Genovesi | Francesco Montemezzano                  |                       | Sala dello Scrutinio                      | [ 166 ]              |
|                    | Il doge Domenico Michiel ricusa il dominio di Sicilia | Niccolò Bambini                         |                       | Sala dello Scrutinio                      |                      |
|                    | Morte di Ordelaffo Falier sotto le mura di Zara | Antonio Vassilacchi                     |                       | Sala dello Scrutinio                      |                      |
|                    | Vittoria dei Veneziani sui Genovesi presso Trapani | Camillo Ballini                         |                       | Sala dello Scrutinio                      | [ 167 ]              |
|                    | Il doge Enrico Dandolo rifiuta la corona d'Oriente | Giulio Del Moro                         |                       | Sala dello Scrutinio                      |                      |
|                    | Pietro Ziani rifiuta il dogado per farsi monaco | Antonio Vassilacchi                     |                       | Sala dello Scrutinio                      |                      |
|                    | Vittoria dei Veneziani sui Turchi ai Dardanelli | Pietro Liberi                           | 1660-1665             | Sala dello Scrutinio                      | [ 168 ]              |
|                    | Madonna in trono col Bambino | Alvise Vivarini                         |                       | Sala dei ritratti                         |                      |
|                    | Cristo compianto | Giovanni Bellini                        | 1472                  | Sala dei Ritratti                         | [ 169 ]              |
|                    | La celebrità | Giovanni Battista Lorenzetti            |                       | Sala della Quarantia Civil Nuova          | [ 170 ]              |
|                    | La giustizia scopre la verità | Filippo Zaniberti                       |                       | Sala della Quarantia Civil Nuova          | [ 171 ]              |
|                    | Mosè fa distruggere il vitello d'oro | Andrea Celesti                          | 1682-1685             | Sala della Quarantia Civil Vecchia        | [ 172 ]              |
|                    | Castigo di Mosè agli idolatri | Andrea Celesti                          |                       | Sala della Quarantia Civil Vecchia        | [ 173 ]              |
|                    | Venezia in atto di ricevere supplicazioni dai sudditi col Padre Eterno | Pietro Malombra                         | 1615 circa            | Sala della Quarantia Civil Vecchia        | [ 174 ]              |
|                    | Venezia in trono tra molte virtù riceve lo scettro | Giovanni Battista Lorenzetti            |                       | Sala della Quarantia Civil Vecchia        | [ 175 ]              |
|                    | Madonna in gloria e tre advogadori | Leandro Bassano                         | 1604 circa            | Sala dell'Avogadria de Comun              |                      |
|                    | Tre avogadri assistono alla resurrezione | Domenico Tintoretto                     | 1576                  | Sala dell'Avogadria de Comun              | [ 176 ]              |
|                    | Incoronazione della Vergine | Guariento di Arpo                       | 1365-1368             | Sala del Guariento                        |                      |
|                    | Madonna col Bambino e due angeli | Tiziano Vecellio                        | 1519                  | Sala degli Scarlatti                      |                      |
|                    | Risurrezione | Giovanni Salviati                       |                       | Sala degli Scarlatti                      |                      |

## Principali sculture custodite nel Palazzo Ducale
| Scultura | Titolo               | Artista          | Anno       | Posizione                | Note |
| -------- | -------------------- | ---------------- | ---------- | ------------------------ | ---- |
|          | Adamo ed Eva         | ?                | XIV secolo | Facciata verso la laguna |      |
|          | Raffaele e Tobiolo   | ?                | XIV secolo | Facciata verso la laguna |      |
|          | Arcangelo Gabriele   | Bartolomeo Bono  | XIV secolo | Facciata verso la piazza |      |
|          | Giudizio di Salomone | ?                | XIV secolo | Facciata verso la piazza |      |
|          | Nettuno              | Jacopo Sansovino | 1576       | Scala dei Giganti        |      |
|          | Marte                | Jacopo Sansovino | 1576       | Scala dei Giganti        |      |